# Robayan
Robayan is een bestuurslaag in het regentschap Jepara van de provincie Midden-Java, Indonesië. Robayan telt 7259 inwoners (volkstelling 2010).